# Cupilco
Cupilco ist ein Vorort mit ca. 3000 Einwohnern von Comalcalco im mexikanischen Bundesstaat Tabasco. Er ist in der Region als Marien-Wallfahrtsort bekannt.

## Lage und Klima
Cupilco liegt ca. 14 km (Fahrtstrecke) östlich von Comalcalco in einer Höhe von ca. 5 m. Das Klima ist meist feuchtwarm; Regen (ca. 1200 mm/Jahr) fällt überwiegend im Sommerhalbjahr.

## Bevölkerung
| Jahr      | 2000 | 2020 |
| Einwohner | 1790 | 2811 |

Der überwiegende Teil der zumeist zugewanderten Bevölkerung ist indianischer Abstammung; zahlreich sind auch Mestizen. Gesprochen wird jedoch in der Regel Spanisch.

## Wirtschaft
Die Einwohner leben in hohem Maße als Selbstversorger von ihren Gärten und Feldern. Auch der (Pilger-)Tourismus spielt eine bedeutende Rolle.

## Geschichte
Bereits Bernal Díaz del Castillo und Hernán Cortés erwähnen in ihren Schriften bzw. Briefen den Ortsnamen. Sie nutzten den von Chontal-Maya bewohnten Ort als Basis für ihre Weiterreise nach Honduras. Die Marienverehrung geht auf die Erscheinung der Jungfrau vor einer Gruppe von Fischern aus dem Nachbarort Jalpa im Jahr 1638 zurück. Das zurückgelassene Gnadenbild wurde zu mehreren Ortschaften gebracht, bewegte sich jedoch jede Nacht ein Stück weiter, bis es schließlich in Cupilco seine Ruheposition fand.

## Sehenswürdigkeiten
- Die Iglesia La Asunción de María wurde in der ersten Hälfte des 19. Jahrhunderts erbaut. Die Fassade war wohl schon von Beginn an bunt bemalt. Das Innere der Kirche ist dreischiffig mit gemauerten Säulen und einem hölzernen Flachdach.
- Das Museo Comunitario de la Virgen de Cupilco zeigt diverse Fotos, Dokumente und Devotionalien im Zusammenhang mit der regionalen Marienverehrung.